# بیانکا نایت
بیانکا نایت (انگلیسی: Bianca Knight؛ زادهٔ ۲ ژانویهٔ ۱۹۸۹) دونده اهل ایالات متحده آمریکا است.
وی در مسابقات کشوری و بین‌المللی در مجموع برندهٔ ۵ مدال طلا، ۱ مدال نقره شده‌است.